# Miasta Liberii
Według danych oficjalnych pochodzących z 2008 roku Liberia posiadała ponad 20 miast o ludności przekraczającej 2 tys. mieszkańców. Stolica kraju Monrovia jako jedyne miasto liczyło ponad milion mieszkańców; 3 miasta z ludnością 1÷5 mln.; 7 miast z ludnością 500÷1000 tys.; 17 miast z ludnością 100÷500 tys.; 17 miast z ludnością 50÷100 tys.; 49 miast z ludnością 25÷50 tys. oraz reszta miast poniżej 25 tys. mieszkańców.

## Największe miasta w Liberii
Największe miasta w Liberii według liczebności mieszkańców (stan na 21.03.2008):
| L.p. | Miasto   | Hrabstwo    | Liczba ludności |
| ---- | -------- | ----------- | --------------- |
| 1.   | Monrovia | Montserrado | 1 021 762       |
| 2.   | Gbarnga  | Bong        | 56 986          |
| 3.   | Buchanan | Grand Bassa | 50 245          |
| 4.   | Ganta    | Nimba       | 42 077          |
| 5.   | Kakata   | Margibi     | 34 608          |
| 6.   | Zwedru   | Grand Gedeh | 25 349          |
| 7.   | Harbel   | Margibi     | 25 309          |
| 8.   | Harper   | Maryland    | 23 517          |
| 9.   | Pleebo   | Maryland    | 23 464          |
| 10.  | Foya     | Lofa        | 20 569          |

## Alfabetyczna lista miast w Liberii
- Arthington
- Barclayville
- Bensonville
- Bopolu
- Buchanan
- Buutuo
- Careysburg
- Clay-Ashland
- Edina
- Fish Town
- Foya
- Ganta
- Gbarnga
- Greenville
- Harbel
- Harper
- Kakata
- Monrovia
- Paynesville
- Pleebo
- River Cess
- Robertsport
- Sacleipea
- Sanniquellie
- Tubmanburg
- Tuzon
- Virginia
- Voinjama
- Yekepa
- Zorzor
- Zwedru